# فيسوكايا غورا (تاتارستان)
فيسوكايا غورا (بالروسية: Высокая Гора) هي مدينة في جمهورية تتارستان في روسيا.